# Teresa Maryańska
Teresa Maryańska (* 27. Mai 1937 in Warschau; † 3. Oktober 2019 ebenda) war eine polnische Paläontologin, die sich mit Dinosauriern befasste und hier als eine der weltweit führenden Experten galt.

## Werdegang
Maryańska studierte in Warschau mit dem Diplom-Abschluss in Geologie 1960 und der Promotion in Paläontologie (Bryozoen des Tertiär) 1967.
Sie war von 1961 bis zu ihrer Pensionierung 2006 am Museum der Erde (Warschau), wo sie ab 1976 stellvertretende Direktorin war.
Sie befasste sich insbesondere mit Dinosauriern aus der Mongolei (Wüste Gobi), wo sie an mehreren großen Expeditionen (1964, 1965, 1970, 1971) beteiligt war. Dabei arbeitete sie häufig mit Halszka Osmólska zusammen. Insbesondere befasste sie sich mit Ankylosauriern, aber auch Protoceratopsiden, Hadrosauriern, Oviraptoren und führte mit Osmólska das Taxon Pachycephalosauria ein.

## Schriften
- mit Halszka Osmólska: Pachycephalosauria, a new suborder of ornithischian dinosaurs. In: Palaeontologia Polonica. Nr. 30, 1974, ISSN 0567-7920, S. 45–102.
- mit Halszka Osmólska: Protoceratopsidae (Dinosauria) of Asia. In: Palaeontologia Polonica. Nr. 33, 1975, S. 133–181.
- Ankylosauridae (Dinosauria) from Mongolia. In: Palaeontologia Polonica. Nr. 37, 1977, S. 85–151.
- mit James M. Clark, Rinchen Barsbold: Segnosauria. In: David B. Weishampel, Halszka Osmólska, Peter Dodson (Hrsg.): The Dinosauria. University of California Press, Berkeley CA u. a. 1990, ISBN 0-520-06726-6, S. 408–415.
- mit Walter P. Coombs Jr.: Ankylosauria. In: David B. Weishampel, Halszka Osmólska, Peter Dodson (Hrsg.): The Dinosauria. University of California Press, Berkeley CA u. a. 1990, ISBN 0-520-06726-6, S. 456–483.
- Pachycephalosauria. In: David B. Weishampel, Halszka Osmólska, Peter Dodson (Hrsg.): The Dinosauria. University of California Press, Berkeley CA u. a. 1990, ISBN 0-520-06726-6, S. 564–577.
- Sauropods from Mongolia and the former Soviet Union. In: Michael J. Benton, Mikhail A. Shishkin, David M. Unwin, Evgenii N. Kurochkin (Hrsg.): The Age of Dinosaurs in Russia and Mongolia. Cambridge University Press, Cambridge 2000, ISBN 0-521-55476-4, S. 456–461.
- mit James M. Clark, Rinchen Barsbold: Therizinosauroidea. In: David B. Weishampel, Halszka Osmólska, Peter Dodson: The Dinosauria. 2. Auflage. University of California Press, Berkeley CA u. a. 2004, ISBN 0-520-24209-2, S. 151–164.
- mit Matthew K. Vickaryous, David B. Weishampel: Ankylosauria. In: David B. Weishampel, Halszka Osmólska, Peter Dodson: The Dinosauria. 2. Auflage. University of California Press, Berkeley CA u. a. 2004, ISBN 0-520-24209-2, S. 363–392.
- mit Ralph E. Chapman, David B. Weishampel: Pachycephalosauria. In: David B. Weishampel, Halszka Osmólska, Peter Dodson: The Dinosauria. 2. Auflage. University of California Press, Berkeley CA u. a. 2004, ISBN 0-520-24209-2, S. 464–477.